# Шкала Олпорта
Шкала́ О́лпорта вимірює ступінь проявів упередженості в суспільстві. Її також називають Шкалою упередженості і дискримінації Олпорта або ж Олпортовою шкалою упередженості. Її розробив психолог Гордон Олпорт в 1954 році .

## Шкала
Показники за шкалою Олпорта можуть набувати значень від 1 до 5.
Рівень 1, Антилокуція
Антилокуція — коли представники більшості вільно жартують про представників меншості. Жарти ці будуються на негативних стереотипах та образах, пов'язаних з меншістю. Більшість зазвичай сприймає подібне невинну розвагу, що не шкодить меншості. Антилокуція як така дійсно не може заподіяти шкоди, але вона відкриває шляхи для жорстокіших проявів упередженості.
Рівень 2, Уникнення
Люди з більшості активно уникають людей з меншості. Без наміру заподіяти шкоду вони її, проте, заподіюють — через ізоляцію.
Рівень 3, Дискримінація
Людей з меншості піддають дискримінації, не надаючи їм можливостей та послуг, таким чином, втілюючи упередженість в дії. Поведінка представників більшості переслідує мету нашкодити меншості — заважаючи представникам меншості досягати поставлених цілей, здобувати освіту або роботу, і таке інше. Група більшості активно намагається завдати шкоди меншості.
Рівень 4, Фізичний напад
Представники більшості псують речі, що належать людям з меншості, палять їх власність і поодинці або групами нападають на них, щоб побити. Людям з меншості завдається фізичної шкоди. Прикладами можуть служити лінчування негрів, єврейські погроми в Європі.
Рівень 5, Знищення
Група більшості прагне фізично знищити групу меншості. Вони роблять спробу вбити всіх представників певної групи (наприклад, індіанські війни, направлені на винищування корінних народів Америки, остаточне рішення єврейського питання в Німеччині, різанина вірмен у Туреччині).